# Піску-Векі
Піску-Векі (рум. Piscu Vechi) — село у повіті Долж в Румунії. Входить до складу комуни Піску-Векі.
Село розташоване на відстані 241 км на захід від Бухареста, 70 км на південний захід від Крайови.

## Населення
За даними перепису населення 2002 року у селі проживали 2643 особи. Усі жителі села рідною мовою назвали румунську.
Національний склад населення села:
| Національність | Кількість осіб | Відсоток |
| -------------- | -------------- | -------- |
| румуни         | 2590           | 98,0%    |
| цигани         | 53             | 2,0%     |